# Гелуг
Гелуг — традиція буддійської монастирської освіти і ритуальної практики, яка була заснована в Тибеті Ламою Цонкапою (1357—1419), відомим філософом та тибетським релігійним лідером. Починаючи з кінця 16 століття стала найвпливовішою у Тибеті. Перший монастир, який заснував Лама Цонкапа, називався Ганден , і досі Ґанден Тріпа (настоятель цього монастиря) вважається духовним лідером школи Гелуг, хоча найвпливовішою особистістю, яка належить до цієї школи, є Далай-лама.

## Витоки Гелуг
Безпосереднім джерелом, звідки пішла традиція Гелуг, є традиція Кадампа, засновником якої є наставник Атіша.

## Лама Цонкапа
Історія буддизму славетна видатними духовними наставниками, одним із яких справедливо вважається Цонкапа. Поєднуючи в собі досконалість йогічної реалізації з неперевершеною освіченістю, він рішуче реформував буддизм у себе на батьківщині, чим не лише врятував його від деградації, але також зберіг для прийдешніх поколінь послідовників Будди в усьому світі. Він увійшов в історію не лише завдяки своїм духовним та інтелектуальним досягненням, але також завдяки надзвичайній любові до тибетського народу.
У традиції вважається, що в одному зі своїх попередніх життів Чже Цонкапа маленьким хлопчиком підніс Будді Шак'ямуні кришталеві чотки і в замін одержав від нього мушлю. Звернувшись до свого учня Ананди, Будда передбачив, що хлопчик переродиться в Тибеті і зіграє ключову роль у відродженні його вчення — Дхарми. Будда додав, що під час посвячення хлопчик одержить ім'я Суматі Кірті, тобто, по-тибетськи, Лобсанг Драґпа.
Знаки, які передували народженню Цонкапи, вказували на те, що він стане славетною особистістю. Наприклад, його батькам снилося, що їхнє дитя буде еманацією Авалокітешвари, Манджушрі та Ваджрапані. Його майбутній духовний наставник, Чодже Дондруб-Рінчен (Chos-rje Don-grub rin-chen), побачив у видінні Ямантаку, який сказав, що в майбутньому прийде в Амдо (A-mdo, північно-східний регіон Тибету) і стане його учнем.
Цонкапа, якого в Тибеті шанобливо називають Чже Рінпоче («Превелебний і Дорогоцінний»), ніколи не пишався особистими духовними досягненнями, і про глибину його медитативної реалізації свідчили лиш його випадкові обмовки. Однак він не приховував своїх близьких відносин із Буддою Манджушрі, від якого напряму отримував настанови і якого міг бачити так само виразно, як і будь-яку іншу людину. К'ябчже Пабонгка Рінпоче, славетний наставник сьогодення, називав Ламу Цонкапу «Царем Дхарми трьох світів»; так само його поважали і інші наставники минулого і теперішнього. В літературі школи Гелуг перед ім'ям Цонкапи зазвичай використовується титул «Усезнаючий Наставник».

## Практика Ваджраяни в школі гелуг
Ґух'ясамаджа, Чакрасамвара та Ямантака — три головні практики ідама в традиції Гелуг, хоча достатньо важливою є також практика Калачакри. Головною практикою є Ґух'ясамаджа.

## Школа гелуг в Україні
У Києві існує група вивчення тибетського буддизму школи гелуг, яка зокрема вивчає фундаментальний твір Лами Цонкапи «Ламрім Ченмо», а також організовує онлайн-лекції вчителя лінії гелуг Геше Наванга Тугдже.